# Переямполь
Переямполь (укр. Переямпіль) — село в Гайворонской городской общине Голованевского района Кировоградской области Украины.
До 2020 года входило в Гайворонский район
Население по переписи 2001 года составляло 25 человек. Почтовый индекс — 26313. Телефонный код — 5254. Код КОАТУУ — 3521181302.